# Fleury-la-Montagne
Fleury-la-Montagne település Franciaországban, Saône-et-Loire megyében. Lakosainak száma 722 fő (2022. január 1.). Fleury-la-Montagne Mailly, Saint-Nizier-sous-Charlieu, Saint-Pierre-la-Noaille, Iguerande és Saint-Bonnet-de-Cray községekkel határos.

## Népesség
A település népességének változása:
| Lakosok száma | 663  | 680  | 702  | 691  | 696  | 704  | 707  | 717  | 722  |
|               | 2013 | 2015 | 2016 | 2017 | 2018 | 2019 | 2020 | 2021 | 2022 |